# La Tablada (localidad)
La Tablada es una localidad argentina ubicada en el Gran Buenos Aires, en la provincia de Buenos Aires, al sudoeste de la ciudad de Buenos Aires y en el noreste del partido de La Matanza.

## Historia
Los terrenos en los que hoy se asienta La Tablada formaron parte de la Chacra de Los Tapiales, propiedad de Francisco Ramos Mejía y María Antonia Segurola que testaron a favor de sus cuatro hijos, que, a su vez, se repartieron las tierras correspondiéndole esta zona a Magdalena Ramos Mejía, que vuelve a lotear y vende los predios a distintos compradores, entre ellos, Lino Lagos, los hermanos Larrumbe, Carrara, Scasso y Ansaldi.
En los últimos años del siglo XIX, los mataderos ubicados en la Capital Federal no eran bien vistos por los porteños, por lo que se trasladaron a lo que hoy es el barrio de Mataderos. Pero, por ser un espacio anegadizo, los corrales se establecieron en La Tablada. Tablada es un conjunto de tablas, término del castellano que deriva de tabla y que, en Hispanoamérica, especialmente en Argentina es el 'lugar próximo al matadero de abasto de una población, donde se reúne el ganado'. .
Con la fundación de La Plata y su puerto se requería el tendido de líneas férreas, una conexión con el Ferrocarril Central Oeste para el traslado de mercaderías. Entonces se expropiaron los terrenos y se construyó la Estación Tablada a la altura del kilómetro 28 del ferrocarril de trocha ancha del Ramal Haedo - La Plata. Cuando se establecieron el Matadero y el Mercado de Liniers en la Capital Federal se necesitó conectarlos también con el mercado lugareño.
En junio de 1900 el Gobernador Dr. Bernardo de Irigoyen otorgó escritura de tierras a favor del Ferrocarril del Oeste para la construcción de los desvíos y embarcaderos y para facilitar el tráfico del ganado de La Tablada. Meses después se autoriza a Rodolfo Lagos y Cía. a establecer el Mercado de Hacienda de La Tablada que, en realidad, fue una suerte de feria destinada al remate de ganado lanar. Se construyeron corrales, galerías cubiertas, calles de acceso, oficina techada para la administración, sala para consignatarios con servicio de telégrafo, sanitarios y un espacio destinado para confitería del Mercado de Lanares y los respectivos para el Mercado de Vacunos, incluyendo los edificios de carpintería y el Destacamento Policial.
Desde 1901 hasta 1930 el establecimiento del Mercado de Hacienda en las inmediaciones de La Tablada robusteció las actividades económicas, reafirmando su tradición criolla. Podemos destacar los frigoríficos Argentino, The Anglo South American, Armour, La Negra, Swift,La Blanca, Las Palmas, Zárate.
En 1909 se lotean y venden más de mil quinientos terrenos en los alrededores de la estación Tablada y de ese modo nace la urbanización. Poco a poco, arrieros, matarifes, carreros se fueron asentando y formaron los primeros núcleos habitacionales. En 1925 el Municipio gestionó ante la Compañía de Electricidad de la Provincia, concesionaria en Ramos Mejía y San Justo, la ampliación de sus líneas de alumbrado y se construyó una Sala de Primeros Auxilios.
Durante la segunda mitad del siglo XX ocupó el tercer lugar en el Partido en lo que en cuanto a industrias y comercios mayoristas y minoristas se refiere.
La Tablada está ubicada en el extremo noroeste del Partido de La Matanza, lindante con el barrio de Mataderos de la Ciudad Autónoma de Buenos Aires, cuyo límite lo establece la avenida General Paz. Ocupa una superficie de 10,710 km². Se encuentra rodeada por Lomas del Mirador, San Justo, Ciudad Evita, Aldo Bonzi, Tapiales y Ciudad Madero. Sus límites son: la avenida Gral. Paz, Salcedo, Avda. Olleros, Monseñor Bufano Ruta Provincial Nº 4, Límites del Regimiento de Infantería N° 3, Esteban de Luca y Agrelo.
En su composición social, la zona muestra un gran porcentaje de descendientes de inmigrantes provenientes de países limítrofes en las ultimas décadas así como italianos de mediados de 1900. Según el censo del INDEC de 2001, su población asciende a 81.558 habitantes, la mayoría de religión católica.
El 11 de noviembre de 1993 es declarada, por la Ley Provincial Nº 11.474, Ciudad de La Tablada.

## Límites
Limita con Lomas del Mirador (calles Coronel Olleros, Avenida Gral. San Martín y Salcedo), con San Justo (calle Peribebuy), con Ciudad Evita (Camino de Cintura), con Aldo Bonzi (calles Gral. Pirán, Artilleros, Altolaguirre, Húsares, Somellera, Esteban de Luca, Defensa y Villaguay, además de un breve límite imaginario con el cuartel del Regimiento de Infantería Mecanizado 3), con Tapiales (vías del ferrocarril General Manuel Belgrano y calle Guillermo Hudson), con Ciudad Madero (avenidas San Martín y Crovara), y con la Ciudad Autónoma de Buenos Aires (Avenida General José María Paz).

## Demografía
Según el anterior censo, cuenta con 81,558 habitantes (Indec, 2001), siendo la 8.ª localidad más poblada del partido.

## Toma del cuartel de La Tablada
El 23 de enero de 1989, durante el gobierno de Raúl Alfonsín, Enrique Gorriarán Merlo lideró un grupo armado, el Movimiento Todos por la Patria (MTP),  que intentó copar el Regimiento de Infantería Mecanizado 3 "General Belgrano" con asiento en La Tablada.
De ese hecho resultaron 39 personas muertas, de las cuales 28 eran guerrilleros, 9 militares y 2 eran policías.

## Parroquias de la Iglesia católica en La Tablada
| Diócesis   | San Justo |
| ---------- | --- |
| Parroquias | Asunción de la Santísima Virgen, Nuestra Señora de la Montaña, San Pantaleón, Santa Rosa de Lima, San Roque (en Villa Insuperable) |